# كارلينهوس (لاعب كرة قدم مواليد 1995)
كارلينهوس هو لاعب كرة قدم أنغولي في مركز الوسط، ولد في 19 مارس 1995 في لواندا في أنغولا. لعب مع بترو إتليتيكو.